# 长尾航空
长尾航空（英語：Longtail Aviation）是總部位于英屬百慕大圣乔治斯的一家包机公司。组建于1999年8月。

## 机队
2011年4月22日数据：
- 2 Dassault Falcon 900（英语：Dassault Falcon 900）B
- 1 塞斯纳 奖状 II（英语：Cessna Citation II）
- 1 比奇空中國王350
- 1 比奇空中國王200
- 1 波音737-700BBJ（2019年8月）[2]
- 4 波音747-400F（2021年11月）[3]

## 事故
- 2021年2月20日，长尾航空的波音747-412BCF货机（登记号VQ-BWT，航班号6T5504/LGT5504）自荷蘭马斯特里赫特-亚琛机场起飞后不久，在梅尔森上空单发失效起火。[4]该航班目的地是美國约翰·肯尼迪国际机场，途中一側的普惠PW4056涡扇发动机发生爆炸并掉落涡轮叶片，造成地面共两人受伤，飞机最終於比利時列日机场安全迫降。[5][6][7][8][9]